# Henry Kitchener, 3. Earl Kitchener

Wappen von Henry Kitchener, 3. Earl Kitchener

Henry Herbert Kitchener, 3. Earl Kitchener, DL, TD (* 24. Februar 1919; † 16. Dezember 2011 in der Nähe von Chichester) war ein britischer Peer, Physiker und Politiker der Conservative Party.

## Leben und Karriere
Henry Kitchener war der Sohn von Henry Franklin Chevallier Kitchener, Viscount Broome und Adela Mary Evelyn Monins. Nach dem Tod seines Vaters führte er von 1928 bis 1937 den Höflichkeitstitel Viscount Broome. Am 27. März 1937 starb sein Großvater und vererbte ihm den Titel Earl Kitchener. Diesen hatte dessen Bruder, der Feldherr Herbert Kitchener, für seine Verdienste bei der Niederschlagung des Mahdi-Aufstandes in Sudan und im Burenkrieg erhalten. Im selben Jahr war Henry Kitchener Page of Honour von Georg VI. bei dessen Krönung.
Henry Kitchener besuchte das Westminster College und das Trinity College der University of Cambridge.
Während des Zweiten Weltkriegs gehörte Henry Kitchener dem Royal Corps of Signals an. Als er den Militärdienst verließ, bekleidete er den Rang eines Major. Später war er als Physiker tätig und verbrachte den Großteil seines Arbeitslebens in der ICI’s Alkali Division in Winnington in Cheshire.
1950 wurde Kitchener Präsident des Lord Kitchener National Memorial Fund und 1959 Präsident der Organic Food Society. Er war Vizepräsident der The Western Front Association. Kitchener war Mitglied und Präsident des Treuhandrates (Trustee) des Institute for Food Brain and Behaviour, vormals Natural Justice. Diese britische Charity-Organisation betreibt wissenschaftliche Forschung bezüglich der Einflüsse von Ernährung auf das Verhalten und die Gehirnfunktion. Unter den Vorsitzenden Hugh Montefiore und Frances Jackson war Kitchener fast 20 Jahre mit der Organisation in Verbindung.
1972 war Kitchener Deputy Lieutenant von Cheshire.
Er wurde wiederholt für Zeitungsinterviews zum Thema der Hereditary Peerages befragt. Diese bewertete er als bedeutender als Life Peerages.
Wie sein Großonkel war Kitchener ein englischer Freimaurer.

## Mitgliedschaft im House of Lords
Nach dem Tod des Großvaters erbte er neben dessen Titel den damals damit verbundenen Sitz im House of Lords. Infolge des House of Lords Act 1999 verlor er den Sitz im Oberhaus jedoch wieder. An Sitzungstagen war er nur unregelmäßig anwesend. Dennoch betonte er die Bedeutung dieser Rolle.

## Ehrungen
2005 wurde er mit dem Grand Cross of the Royal Confraternity of Sao Teotonio geehrt. Außerdem wurde er mit der Territorial Decoration ausgezeichnet.

## Familie und Tod
Kitchener war nicht verheiratet und nach seinem Tod starb der Titel des Earl Kitchener aus. Er lebte zuletzt in einem Haus in der Nähe von Chichester mit seiner Schwester zusammen.
Seine Nichte Emma Joy Kitchener ist eine Lady-in-Waiting bei Princess Michael of Kent. Sie ist mit dem Schauspieler und Drehbuchautor Julian Fellowes verheiratet. In den 1990er Jahren versuchte sie zu erreichen, dass Frauen eine Hereditary Peerage erben können.